# Rue du Capitaine-Scott
La rue du Capitaine-Scott est une voie du 15e arrondissement de Paris, en France.

## Situation et accès
La rue du Capitaine-Scott est une voie publique située dans le 15e arrondissement de Paris. Elle débute au 10, rue Desaix et se termine au 37, rue de la Fédération.

## Origine du nom

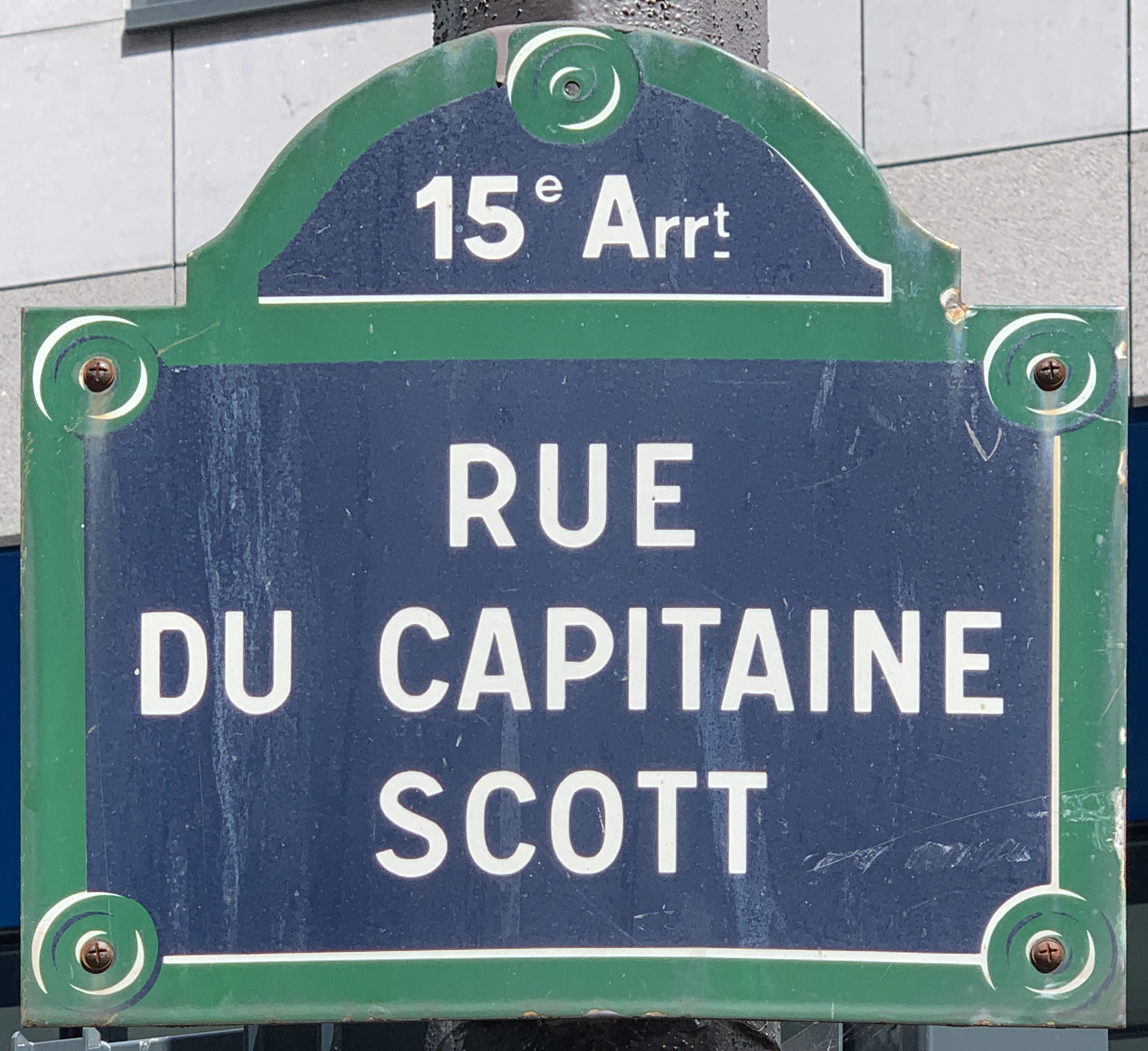
Plaque de la rue.

Cette rue a reçu le nom de l'explorateur anglais Robert Falcon Scott (1868-1912).

## Historique
La rue est créée et prend sa dénomination actuelle en 1913.

## Adresses remarquables
L'institut français siège aux numéros 8-14.